# جيسي تشاندلر
جيسي تشاندلر (بالإنجليزية: Jessie Chandler)‏ (16 أغسطس 1968، غرانتسبورغ في الولايات المتحدة)؛ روائية أمريكية.